# Theaterfieber
Theaterfieber ist ein US-amerikanischer Spielfilm, den Regisseur George Cukor im Jahr 1953 für Metro-Goldwyn-Mayer (MGM) inszeniert hat. Das Drehbuch für das Schauspielerdrama verfasste Ruth Gordon nach ihrem autobiografischen Bühnenstück Years Ago aus dem Jahr 1946. 

## Handlung
Ort der Handlung ist Neuengland, die Zeit das frühe 20. Jahrhundert. Nach einem Theaterbesuch träumt die 17 Jahre alte Schülerin Ruth Gordon Jones davon, Schauspielerin zu werden. Die erfolgreiche Schauspielerin Hazel Dawn, der sie einen Fanbrief schreibt, ermutigt sie. Ruth bewirbt sich bei einem bedeutenden Bostoner Theatermanager, der sie jedoch abweist. Auch die Eltern stellen sich Ruths Berufswunsch zunächst entgegen. Der Vater, ein ehemaliger Seemann, der eine demütigend niedrige Tätigkeit in einer Fabrik ausübt, will dass Ruth ihre Schulausbildung abschließt und Sportlehrerin wird. Nachdem er seinem Boss die Meinung sagt, gefeuert wird und eine neue, bessere Arbeit findet, ändert er seine Meinung über Ruths Berufspläne jedoch und beginnt seine Tochter zu unterstützen. Ruth weist die Liebeswerbung von Fred Whitmarsh zurück und geht nach New York City, wo sie die Highschool abschließen und weiter versuchen will, Schauspielerin zu werden.

## Produktionsgeschichte
Das Drehbuch basierte auf Ruth Gordons autobiografischem Bühnenstück Years Ago, das vom 3. Dezember 1946 bis zum 31. Mai 1947 am Broadway gespielt wurde. Die Hauptrollen in der Bühnenfassung hatten Patricia Kirkland, Fredric March, Florence Eldridge und Richard Simon gespielt. Für die Hauptrolle des Films wurde die 24-jährige britische Schauspielerin Jean Simmons ausgesucht, die für ihren Auftritt in Hamlet (1948) eine Oscar-Nominierung und für Die Thronfolgerin und Das Gewand (beide 1953) einen NBR-Award erhalten hatte. Für Spencer Tracy war Theaterfieber nach Vater der Braut (1950) und Ein Geschenk des Himmels (1951, beide mit Elizabeth Taylor) der dritte Film, in dem er als liebevoller Vater einer flüggen jungen Frau auftrat, und die Zusammenarbeit mit Simmons war sehr harmonisch. Die Filmkritik lobte später die Zartheit seiner Darstellung, die hier noch gewinnender gewesen sei als in den meisten seiner anderen Filme.
George Cukor, der eng mit Tracys Lebensgefährtin Katharine Hepburn befreundet war, hat mit Tracy mehr Filme inszeniert als irgendein anderer Regisseur. Nach Die ganze Wahrheit, Ehekrieg, Edward, mein Sohn und Pat und Mike war Theaterfieber ihr fünfter und letzter gemeinsamer Film.
Der 21-jährige Anthony Perkins gab in Theaterfieber sein Filmdebüt.

## Rezeption

### Kinoauswertung
Die Uraufführung des Films erfolgte in den USA am 25. September 1953. Der Film war kein überragender kommerzieller Erfolg, wurde von der Filmkritik aufgrund der hohen schauspielerischen Leistungen aber sehr geschätzt.

### Kritiken
„Routiniert inszeniert, aber allzu sehr der Vorlage verpflichtet, gehört der vor allem durch die schauspielerischen Leistungen auffallende Film nicht zu den stärksten Arbeiten Cukors.“

### Auszeichnungen
- Golden Globe für Spencer Tracy
- Nominierung für den British Film Academy Award Spencer Tracy
- NBR-Award für Jean Simmons
- WGA-Award-Nominierung für Ruth Gordons Drehbuch
- Oscar-Nominierung für Walter Plunketts Kostümdesign